# Quintana Martín Galíndez
Quintana Martín Galíndez es una localidad situada en la provincia de Burgos, comunidad autónoma de Castilla y León (España), comarca de Las Merindades, partido judicial de Villarcayo, capital del municipio de Valle de Tobalina.

## Geografía
En el valle del Ebro, a 610 m de altitud, entre la Sierra de Arcena al norte y la Sierra de Pancorbo al sur; a 45 km de Villarcayo, cabeza de partido, y a 89 de Burgos.
Comunicaciones: cruce de caminos, carreteras BU-522, BU-530 y BU-520; autobuses de Burgos a Frías, de Briviesca a Barcina del Barco y de Villarcayo a Miranda de Ebro. Hasta su cierre, estación del ferrocarril Santander-Mediterráneo en Trespaderne, a 11 km.

## Situación administrativa
En las elecciones locales de 2007 correspondientes a esta entidad local menor concurrió una sola candidatura, encabezada por Faustino Recio Rodríguez (PP).
Alcaldesa (2019- ): Raquel González Gómez.

## Demografía
En el censo de 1950 contaba con 479 habitantes, reducidos a 252 en 2004, 338 en 2007.

## Historia
Villa, en el Valle de Tobalina, en el partido de Castilla la Vieja en Burgos, jurisdicción de señorío, ejercida por el Duque de Frías quien nombraba su alcalde ordinario.
A la caída del Antiguo Régimen queda agregado al ayuntamiento constitucional de Valle de Tobalina, en el Partido de Villarcayo perteneciente a la región de Castilla la Vieja.

## Edificios de interés
- Casa torre de los  Salazar.
- Iglesia de Santo Tomás Apóstol.

## Ferias
Celebra ferias los días 8 de septiembre, 27 de octubre, 25 de noviembre, 21 de diciembre y los últimos miércoles de los meses de febrero y abril.

## Fiestas y costumbres
- 15 de mayo, San Isidro Labrador, fiesta municipal.
- Fiesta local el día 16 de agosto, festividad de San Roque.[6]
- Fiesta del Valle de Tobalina (se celebra en el pueblo) el 8 de septiembre, fiesta de Nuestra Señora.

## Energía
- Importante central hidroeléctrica.

## Parroquia
Iglesia católica de Santo Tomás ApóstolDependiente de la parroquia de la ciudad de Frías en el Arciprestazgo de Medina de Pomar, diócesis de Burgos.